# Brattfloget
Brattfloget (norwegisch für Steiler Felsen) ist eine steile Felswand im ostantarktischen Königin-Maud-Land. Am südöstlichen Ende des Gebirges Sør Rondane bildet sie südlich der Bleikskoltane die Ostseite des Nunataks Vørterkaka.
Wissenschaftler des Norwegischen Polarinstituts benannten sie 1988 deskriptiv.